# Güngör Yilmaz

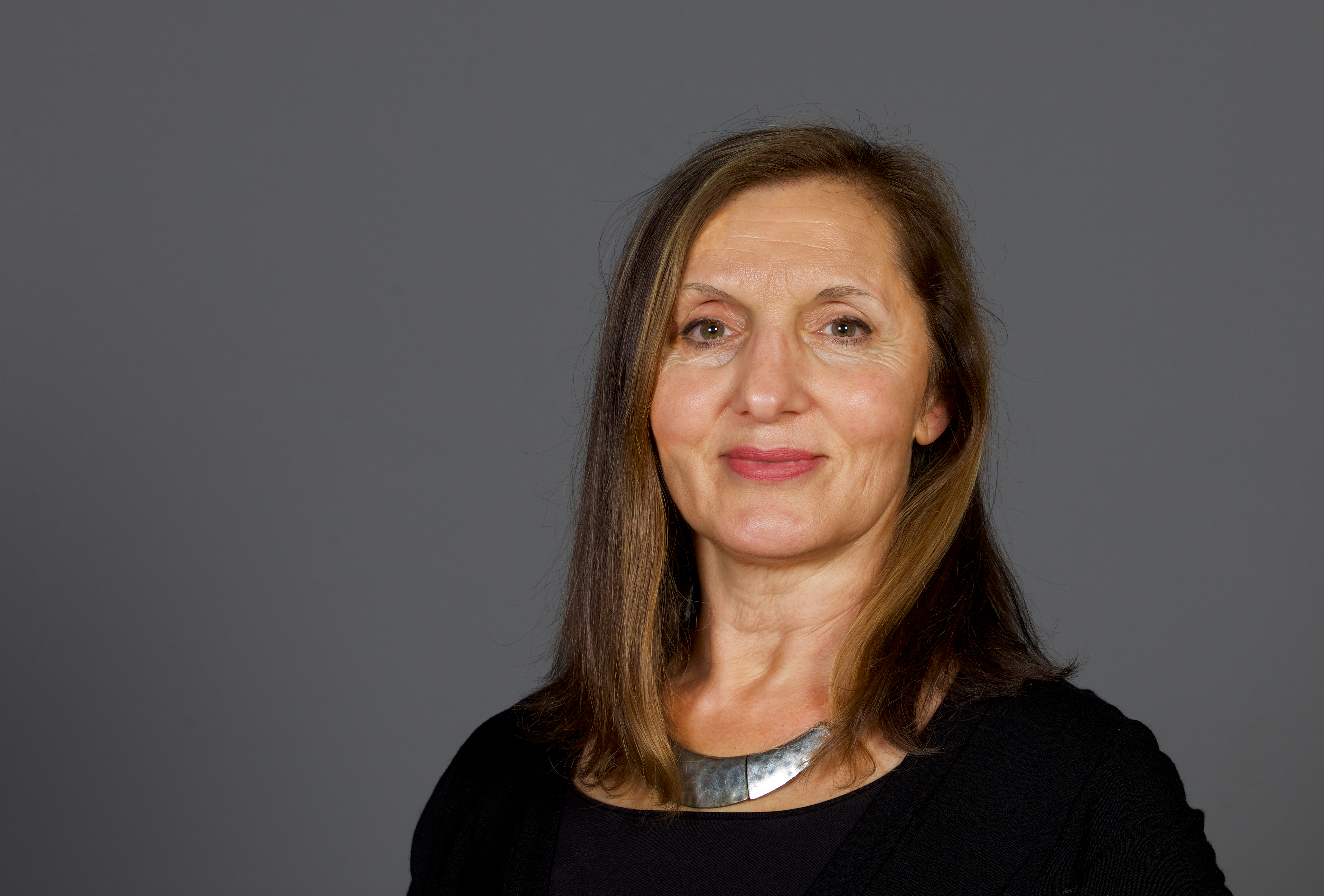
Güngör Yilmaz (2018)

Güngör Yilmaz (* 15. Januar 1961 in Trabzon, Türkei) ist eine türkisch-deutsche Politikerin (SPD). Sie war von 2015 bis 2025 Mitglied der Hamburgischen Bürgerschaft.

## Leben und Wirken
Yilmaz wuchs zunächst in Istanbul auf und kam im Jahr 1973 mit ihrer Familie nach Deutschland. Nach dem Abitur studierte sie Volkswirtschaft an der Universität Hamburg und schloss mit dem Diplom ab. Sie arbeitet als Wissenschaftliche Angestellte in der Abteilung Abfallwirtschaft des Amtes für Umweltschutz der Hamburger Behörde für Stadtentwicklung und Umwelt.
2014 wurde Yilmaz als Vertreterin der SPD in die Bezirksversammlung Bergedorf gewählt. Dort sitzt sie im Kulturausschuss, im Bauausschuss und im Ausschuss für Wirtschaft, Arbeit und Verbraucherschutz.
Bei der Bürgerschaftswahl in Hamburg 2015 kandidierte Yilmaz auf Platz 43 der SPD-Landesliste und wurde mit 4962 personenbezogenen Stimmen in die Bürgerschaft gewählt. Dort war sie Mitglied im Eingabenausschuss und im Ausschuss für Sport und Olympia. Yilmaz gelang am bei der Bürgerschaftswahl 2020 erneut der Einzug in die Hamburgische Bürgerschaft. Bei der Bürgerschaftswahl 2025 verfehlte sie den Wiedereinzug in die Bürgerschaft.
Yilmaz lebt mit ihrer Familie im Bergedorfer Ortsteil Nettelnburg. Ihr Mann Hüseyin Yilmaz ist ehemaliger Mitarbeiter des Deutschen Gewerkschaftsbundes und wurde im Jahr  2014 für sein Engagement im Bereich Integration mit dem Bundesverdienstkreuz ausgezeichnet. Sie haben zwei erwachsene Kinder.